# Orahova
Orahova (en cirílico: Орахова) es una localidad habitada de la municipalidad de Gradiška, Republika Srpska, Bosnia y Herzegovina.

## Geografía
La localidad de Orahova está ubicada a unos 30 kilómetros al noroeste de Gradiška, sobre el río Pejinovac, el cual desagua es el río Ribarica, tributario del río Sava.
Junto al asentamiento principal, se encuentran las aldeas de Mahala, Haluga, Postinje, Soko y Laze. Estas se encuentran conectadas por caminos vecinales a la ruta principal M-14.1, que pasa por el centro de Orahova.

## Historia
Durante el reinado de los otomanos, al igual que Bosanska Gradiška, Orahova estaba en la capitanía de Kobaš, cuyo centro estaba originalmente en Bosanski Kobaš. Cuando los austrohúngaros invadieron Eslavonia desde el norte del Sava, el asiento de la capitanía fue trasladada a Kotor Varoš, en 1723.
La guerra entre Austria y Turquía (1716-18) terminó con el Tratado de Paz de Požarevac, firmado el 21 de junio de 1718 en Požarevac. Es un principio aceptado era que cada lado retiene lo conquistado. Austria recibió Bijeljina y el cinturón estrecho al sur del Sava (Brčko, Bosanski Brod, Kobaš, Bosanska Dubica y Furjan. En ese momento, numerosos refugiados y personas desplazadas de Eslavonia, Mačva (Sabac y Loznica) llegaron a la capitanía de Kobac y el norte de Bosnia. Es plausible suponer que los enclaves bosnios actuales en Posavina - Kobaš (Municipio de Srbac) y Orahova sean descendientes de la población desde la época de la Capitanía de Kobaš.
Con motivo de la Guerra de Bosnia y Herzegovina, se produjo en la localidad de gran cantidad de refugiados.

## Población
| Composición de la Población - Localidad de Orahova | Composición de la Población - Localidad de Orahova | Composición de la Población - Localidad de Orahova | Composición de la Población - Localidad de Orahova | Composición de la Población - Localidad de Orahova |
| -------------------------------------------------- | -------------------------------------------------- | -------------------------------------------------- | -------------------------------------------------- | -------------------------------------------------- |
|                                                    | 2013                                               | 1991                                               | 1981                                               | 1971                                               |
| Total                                              | 1.885 (100%)                                       | 2.479 (100%)                                       | 2.549 (100,0%))                                    | 2.383 (100,0%)                                     |
| Mujeres                                            | 594                                                | -                                                  | -                                                  | -                                                  |
| Varones                                            | 561                                                | -                                                  | -                                                  | -                                                  |
| Serbios                                            | 60                                                 | 80 (3,227%)                                        | 79 (3,099%)                                        | 96 (4,029%)                                        |
| Croatas                                            | 3                                                  | 24 (0,968%)                                        | 30 (1,177%)                                        | 55 (2,308%)                                        |
| Bosniacos                                          | 1.757                                              | 2.343 (94,51%)                                     | 2.231 (87,52%)                                     | 2.222 (93,24%)                                     |
| Sin declarar / desconocido                         | 3                                                  | -                                                  | -                                                  | -                                                  |
| Otros                                              | 0                                                  | 18 (0,726%)                                        | 1 (0,039%)                                         | 7 (0,294%)                                         |
| Yugoslavos                                         | 0                                                  | 14 (0,565%)                                        | 204 (8,003%)                                       | 1 (0,042%)                                         |
| Montenegrinos                                      | 0                                                  | 0                                                  | 4 (0,157%)                                         | 2 (0,084%)                                         |